# Río Ishim
El río Ishim (también transliterado como Išim o Ichim) (en ruso Река Иши́м; en kazajo, Есіл, Есиль, Esim o Esil) es un largo río siberiano, el más largo de los afluentes del río Irtish, que discurre por Kazajistán y Rusia. Su longitud es de 2450 km y drena una cuenca de 177 000 km².
Administrativamente, discurre por los oblys de Karaganda, Akmola, Kostanay y Kazajistán Septentrional, en Kazajistán, y los óblast de Omsk y Tiumén, en la Federación Rusa.

## Geografía

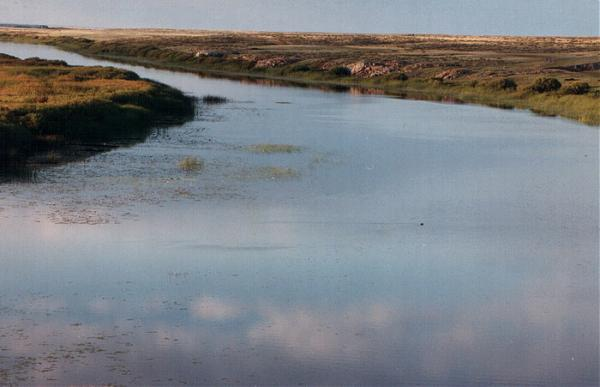
El Ishim cerca de Derzhavinsk (Kazajistán) (1996)

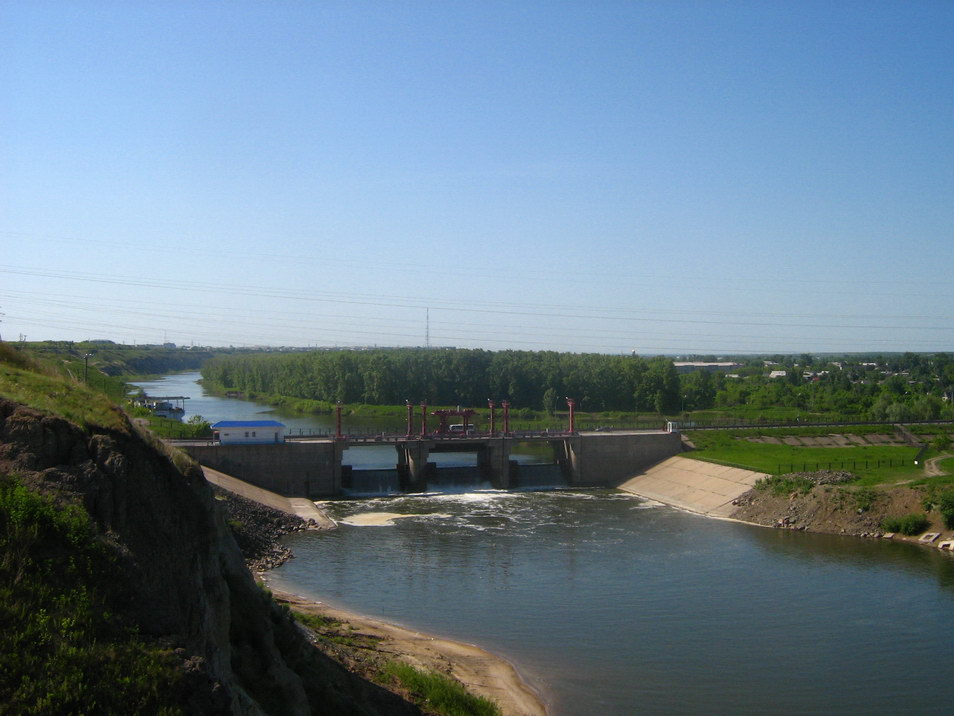
Central hidroeléctrica en el Ishim, en Petropavlovskij (junio 2008)

El río Ishim nace en territorio kazajo, en la región de los Altos de Kazajistán, en el oblys de Karaganda. En Kazajistán es conocido como río Esim o Esil. Discurre el río inicialmente en dirección sensiblemente oeste, bañando al poco de nacer Astaná, la capital del país (llamada Akmola hasta 1998, con 600.200 hab. en 2007). Recibe luego por la derecha los primeros de sus afluentes importantes, el río Koluton (de 200 a 240 km, según las fuentes), el Žabaj y el Terisakkam (~350 km). Sigue atravesando las ciudades de Kima, Barankol y Deržavinsk, ya en el oblys de Kostanay, donde el río hace una brusca curva, encaminándose en dirección norte-noreste. Tras drenar en la primera parte la zona aledaña de los Altos de Kazajistán, el río se interna en una región de estepa, que toma su nombre del río (meseta o estepa del Esim), pasando oor las ciudades de Esil, Dalnoe, Zapadnoe, Dimitievska, Nikolaevka, Javienska y finalmente, Petropavlovsk (203.400 hab.), la última de las ciudades kazajas de sus curso. 
Cruza, en la misma dirección, la frontera rusa y se adentra en el óblast de Tiumén, bañando Kazankoe e Ishim (67.757 hab. en 2002), la ciudad que da nombre al río. Luego el río, en el último tramo, cruza a través de la pantanosa región de la llanura de Siberia Occidental, confluyendo, por la izquierda, en el río Irtysh, cerca de la ciudad de Ust-Isim, en el óblast de Omsk, después de un largo recorrido de 2450 km. 
Sus principales afluentes son los ríos Koluton (de 200 a 240 km, según las fuentes), Žabaj  (Жабай, de 196 km), Akan-Burluk (~240 km), Iman-Burluk (Иман-Бурлук, ~230 km),  todos ellos en su vertiente derecha. Por la izquierda, el principal afluente es el Terisakkam (~350 km).
El río, a pesar de su longitud y la superficie de la cuenca no es muy rico en agua, dada la sequedad del clima. Su caudal varía de 56 m³/s a 686 m³/s.
Su curso está helado, en promedio, en el curso inferior, de noviembre a abril y, en el curso alto, de diciembre a marzo.
El río Ishim es parcialmente navegable en su curso inferior.

## El Ishim en Astaná

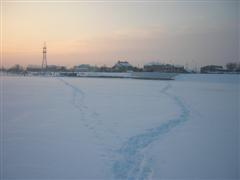
El Ishim en Astaná en invierno

Según el presidente de la república de Kazajistán, Nursultan Nazarbayev, Astaná fue elegida como capital en parte debido a la presencia del río. La ciudad también está dividida en dos secciones, la derecha (norte) o el casco antiguo de la ciudad, y la izquierda (sur), donde están los nuevos edificios del gobierno, como el Ak Orda, la Casa de Gobierno, y la Corte Suprema de Justicia, así como muchos y prestigiosos complejos residenciales. 
Desde 1998, el río Ishim en Astaná ha sido acondicionado para evitar las inundaciones y mantener el nivel del agua, con el fin de proporcionar uso recreativo y garantizar la apariencia. Ha sido represado aguas abajo del centro de Astaná para mantener su nivel más elevado, mientras que la parte inferior del cauce del río se ha profundizado para evitar inundaciones. Su extenso lago, en el centro de Astaná, cerca del parque de la ciudad, tiene ahora una playa pública con barcas de alquiler. Aguas arriba de la ciudad está prevista la construcción de otra presa para el control de las avenidas, así como también hay planes para continuar la profundización del cauce, para que las pequeñas embarcaciones puedan navegar en un tramo de 22 km en la capital de la nación.

## Sitio Ramsar de la estepa arbolada Tobol-Ishim
En el sur de la llanura de Siberia Occidental, entre los ríos Tobol e Ishim, afluentes del Irtishpor la izquierda, una extensa región esteparia y a la vez boscosa fue declarada sitio Ramsar número 679 en 1994 (55°27′N 69°00′E), con una extensión de 12.170 km². Incluye una reserva natural estatal, un refugio de vida salvaje y un Monumento natural. La región se encuentra solo a 100 m sobre el nivel del mar. El paisaje está formado por bosques de sauces y abedules entremezclados con humedales formados por lagos y ríos con áreas pantanosas, turberas y estepas, muchas de ellas cultivadas. La vegetación incluye juncales, carrizales, turberas y musgos. El régimen hidrológico de los lagos se caracteriza por ciclos de 20 a 50 años de inundación, según el ciclo climático. Estos ciclos causan cambios dinámicos en la salinidad y las comunidades vegetales. El mosaico de humedales alberga una rica diversidad de hábitats y especies. Al menos, hay 20 especies de aves en peligro. La ruta migratoria es usada por millones de aves cada primavera y otoño, y es importante para la cría.